# Ronny Verhelst
Ronny Verhelst (Kortrijk, 19 mei 1963) is een Belgisch bedrijfsleider en voetbalbestuurder. Hij is sinds 2020 voorzitter van voetbalclub KV Kortrijk.

## Biografie
Ronny Verhelst groeide op in Kortrijk en liep school aan de Koninklijke Cadettenschool in Lier. Hij volgde een opleiding tot psycholoog.
Hij werkte bij Belgacom, de spaarbank Anhyp, PricewaterhouseCoopers en ging in 2001 aan de slag bij Telenet. Hij was onder meer betrokken bij de overname van Canal+, het ontwikkelen van digitale televisie en Prime. Hij eindigde er als nummer twee van het bedrijf na Duco Sickinghe.
In 2011 werd hij CEO van Tele Columbus, een Duits bedrijf dat toen in moeilijkheden verkeerde, alwaar het tij wist te keren. In mei 2012 volgde hij Ivan De Witte op als voorzitter van de Pro League. Zijn voornaamste opdrachten waren het aanhalen van de banden met de politiek, de media en het bedrijfsleven en het treffen van maatregelen om de inkomsten van clubs te verbeteren.
In 2013 wilde hij Tele Columbus verkopen, wat werd verboden door de Duitse mededingingsautoriteiten. In maart 2013 stopte Verhelst als voorzitter van de Pro League en werd hij opgevolgd door José Zurstrassen. Na zijn vertrek bij Tele Columbus investeerde hij in mediabedrijven in Nederland, Frankrijk en Malta en werd er actief als bestuurder.
In juni 2020 werd Verhelst voorzitter van voetbalclub KV Kortrijk. Hij volgde Joseph Allijns op die negentien jaar de club leidde. Verhelst werd ook lid van de raad van bestuur van de Pro League, maar nam in maart 2021 ontslag uit onvrede met de werking.